# Bell P-59 Airacomet
El Bell P-59 Airacomet fue el primer avión de reacción construido en Estados Unidos. 
Fue proyectado a requerimiento de las Fuerzas Aéreas del Ejército de los Estados Unidos (USAAF), que propusieron un caza propulsado por dos turborreactores General Electric 1-A, de 635 kg de empuje cada uno.

## Diseño y desarrollo
La realización de los prototipos XP-59A fue iniciada por la Bell Aircraft Corporation en septiembre de 1941; el primer avión voló el 1 de octubre de 1942, siendo el primer avión de reacción estadounidense en volar.
La innovación del motor a reacción llegó a Estados Unidos a través de una serie de trabajos sobre el desarrollo del turborreactor realizados por el británico Frank Whittle, que se remitieron a Estados Unidos como parte de un convenio de intercambio tecnológico, con el propósito de acelerar el fin de la Segunda Guerra Mundial. A causa de la proximidad geográfica entre la Bell Aircraft Corporation y las instalaciones de la General Electric, se eligió a aquella compañía para diseñar y construir un caza accionado por la primera turbina de gas construida en Estados Unidos. 
Previendo que las primeras máquinas tendrían solo un empuje limitado, Bell decidió instalar dos motores gemelos en su Bell Model 27, uno a cada lado del fuselaje y bajo las alas. La configuración elegida fue la de un monoplano de ala media, con tren de aterrizaje de vía ancha instalado bajo las alas, a cierta distancia de los motores y retráctil hacia dentro; la pata del tren delantero, por su parte, se replegaba hacia atrás en el morro. En otros aspectos, el diseño era convencional, cuidando de asegurar una posición suficientemente alta de los estabilizadores para mantenerlos libres de los escapes del turborreactor.
El primer XP-59A, propulsado por dos turborreactores General Electric I-A, de 567 kg de empuje, voló por primera vez desde el lago seco de Muroc, el 1 de octubre de 1942, siendo el primer avión estadounidense a reacción en volar. Se construyeron otros dos XP-59A, seguidos de una remesa de trece unidades YP-59A de preproducción, para pruebas y evaluación. La mayoría de estos aviones, que se entregaron en 1944, estaban provistos de dos turborreactores I-16 (posteriormente J31), de 748 kg de empuje cada uno. Los 20 P-59A y 30 P-59B Airacomet que siguieron, tenían motores J31-GE-3 y J31-GE-5 respectivamente; el P-59B disponía de mayor capacidad de combustible.
El 412nd Fighter Group de las USAAF, una unidad formada especialmente para vuelos de pruebas, efectuó la evaluación de estos aviones, concluyendo que las prestaciones que ofrecía el P-59 eran inadecuadas y la plataforma de tiro era inestable. Como consecuencia de ello, no se construyó ningún ejemplar más.
Con un notorio indicio de confidencialidad, el primer Bell XP-59A salió de la factoría con una hélice de cuatro palas en el morro, que era falsa, y estaba destinada a desviar la atención de los espías. Estos aviones eran inferiores al Gloster Meteor británico o al Me 262 alemán, tanto en prestaciones como en armamento.
Más tarde, la compañía Lockheed construiría su primer avión operacional de caza a reacción, el P-80 Shooting Star.

## Variantes

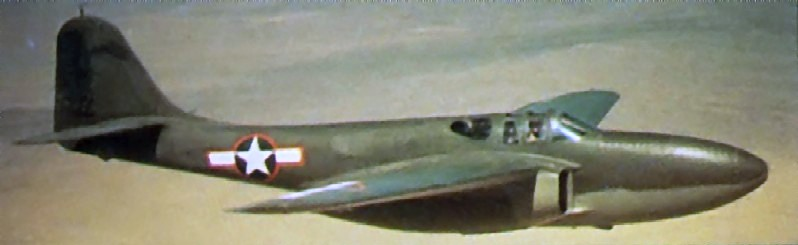
P-59A Airacomet con las efímeras escarapelas estadounidenses delineadas en rojo (junio a septiembre de 1943).

XP-59
Diseño de motor de pistón y hélice propulsora sin relación, desarrollado del Bell XP-52. No construido.
XP-59A
Prototipo de la versión de motor a reacción, tres construidos, números de serie 42-108784/108786.
YP-59A
Serie de aviones de pruebas, 13 construidos, números de serie 42-108771/108783.
YP-59A prototipo de reconocimiento
YP-59A con el armamento reemplazado por un asiento para el observador.
YF2L-1
Dos YP-59A (42-108778/108779) entregados a la Armada estadounidense para su evaluación en portaaviones como Bu 63960/63961.
P-59A
Primera versión de producción, 20 construidos, números de serie 44-22609/22628. Redesignados ZF-59A en junio de 1948.
XP-59B
Estudio de P-59A equipado con motores Halford H-1/Goblin.
P-59B
P-59A mejorado. 80 aviones ordenados pero solo 30 construidos, números de serie 44-22629/22658, más 50 (44-2659/22708) cancelados. Redesignados ZF-59B en junio de 1948.

## Operadores
Estados Unidos
- Fuerzas Aéreas del Ejército de los Estados Unidos
  - 412th Fighter Group
    - 445th Fighter Squadron
- Armada de los Estados Unidos

 Reino Unido
- Real Fuerza Aérea británica: recibió un avión, convirtiéndose en RG362/G, a cambio de un Gloster Meteor I EE210/G.

## Supervivientes
Se sabe de seis P-59 supervivientes en la actualidad.
En exhibición
XP-59A
- 42-108784; Museo Nacional del Aire y el Espacio de Estados Unidos en Washington D. C..[5]

P-59A
- 44-22614; March Field Air Museum en Riverside, California.[6]

P-59B
- 44-22633; Base de la Fuerza Aérea Edwards.[7]
- 44-22656; Pioneer Village (Nebraska) en Minden (Nebraska).[8]
- 44-22650; Museo Nacional de la Fuerza Aérea de Estados Unidos en la Wright-Patterson AFB (Ohio) cerca de Dayton, Ohio.[9]

En restauración
YP-59A
- 42-108777; siendo restaurado a condición de vuelo con GE J31 por el Planes of Fame Museum en Chino, California.[10]

## Especificaciones

### Características generales
- Tripulación: Uno (piloto)
- Longitud: 11,6 m (38,1 ft)
- Envergadura: 13,9 m (45,5 ft)
- Altura: 3,7 m (12 ft)
- Superficie alar: 35,8 m² (385,8 ft²)
- Peso vacío: 3704 kg (8163,6 lb)
- Planta motriz: 2× Turborreactor General Electric J-31-GE-5.
  - Empuje normal: 907 kg de empuje cada uno.

### Rendimiento
- Velocidad máxima operativa (Vno): 658 km/h (409 MPH; 355 kt) a 10 760 m
- Alcance: 644 km (348 nmi; 400 mi)
- Alcance en ferry: 700 km
- Techo de vuelo: 14 100 m (46 260 ft)
- Régimen de ascenso: 12,8 m/s (2526 ft/min)

### Armamento
- Armas de proyectiles: un cañón M4 de 37 mm
- Otros: 3 ametralladoras 12,7 mm en el morro

## Aeronaves relacionadas

### Desarrollos relacionados
- Heinkel He 178
- Heinkel He 280

### Aeronaves similares
- Messerschmitt Me 262
- P-80 Shooting Star
- Nakajima J9Y
- de Havilland Vampire
- Gloster Meteor
- Gloster E.1/44
- Sukhoi Su-9

### Secuencias de designación
- Secuencia Numérica (interna de Bell): ← 17 - 18 - 19 - 20 - 21 - 22 - 23 - 24 - 26 - 27 - 28 - 29 - 30 - 32 - 33 →
- Secuencia P-_ (Cazas (Pursuit) del USAAC/USAAF/USAF, 1924-1962): ← XP-56 - XP-57 - XP-58 - P-59 - P-60 - P-61/C - XP-62 →
- Secuencia F_L (Cazas de la Armada estadounidense, 1922-1962 (Bell, 1939-1962)): FL - YF2L-1 - F2L-1K - F3L